# كرايغ سوير
كرايغ سوير (بالإنجليزية: Craig Sawyer)‏ هو لاعب رماية أمريكي، ولد في 5 أكتوبر 1963.

## وصلات خارجية
- كرايغ سوير على موقع IMDb (الإنجليزية)
- كرايغ سوير على موقع قاعدة بيانات الفيلم (الإنجليزية)